# Pares y Nines
Pares y Nines es una obra de teatro de José Luis Alonso de Santos, estrenada en 1988.

## Argumento
Federico, un informático, y Roberto, profesor de instituto, son dos amigos que comparten piso y además un mismo pasado y un complicado presente. Ambos estuvieron casados con Carmela y en la actualidad ambos se disputan a la misma mujer: Nines, la vecina. La situación origina una serie de enredos y malentendidos que complican la trama, en tono de humor.

## Representaciones
La obra se estrenó el 5 de noviembre de 1988 en Alicante, con dirección de Gerardo Malla y protagonizada por Eufemia Román (Nines), Rafael Álvarez y Gerardo Malla. En Madrid se estrenó en el Teatro Infanta Isabel el 20 de enero de 1989.
En 2003 se representó en distintos teatros de España por Pepe Sancho, Manolo Cal y Carmen Tejedera (luego sustituida por Mercedes Durán).
Se emitió por Televisión española en 2004, dentro del espacio Estudio 1, con interpretación de Vanesa Rasero (Nines), Carlos Iglesias (Roberto) y Toni Cantó (Federico).
De nuevo se montó sobre los escenarios en 2015, en esta ocasión en lengua catalana, en el Teatro Gaudí de Barcelona, y bajo el título de T’estimo, però no tant, contando con la versión y dirección de Miquel Murga e interpreada por Ferrán Castells (Roberto), Josep Linuesa (Fede) y Mónica Corral (Nines). Este montaje se trasladó a Madrid en 2017, de nuevo en castellano y con el título original, pero con la versión realizada por Miquel Murga quien también dirigió la obra, si bien Ferran Castells fue sustituido por Carlos Chamarro.